# Pterosthetops equestrius
Pterosthetops equestrius är en skalbaggsart som beskrevs av Perkins och Balfour-browne 1994. Pterosthetops equestrius ingår i släktet Pterosthetops och familjen vattenbrynsbaggar. Inga underarter finns listade i Catalogue of Life.